# Stigmaphyllon australiense
Stigmaphyllon australiense är en tvåhjärtbladig växtart som först beskrevs av Franz Josef Niedenzu, och fick sitt nu gällande namn av C.E.Anderson. Stigmaphyllon australiense ingår i släktet Stigmaphyllon och familjen Malpighiaceae. Inga underarter finns listade i Catalogue of Life.